# Beas de Guadix
Beas de Guadix là một đô thị ở tỉnh Granada, cộng đồng tự trị Andalusia, Tây Ban Nha. Theo điều tra dân số 2004 của Viện thống kê Tây Ban Nha (INE), đô thị này có dân số là 396 người. Diện tích đô thị này là 16,24 ki-lô-mét vuông. Đô thị này nằm ở độ cao 950 m trên mực nước biển.